# 10 Years
10 Years — американская рок-группа из города Ноксвилл, штат Теннесси, сформированная в 1999 году.

## История
Коллектив 10 Years был сформирован в 1999 году пятью участниками:
- Майк Андердаун (вокал)
- Брайан Водин (ударные)
- Льюис «Big Lew» Косби (бас-гитара)
- Райан «Tater» Джонсон (гитара)
- Мэтт Вонтлэнд (гитара)

В 2001 году Lewis «Big Lew» Cosby покинул группу, и на его место пришёл Andy Parks, с которым в том же 2001 году был записан альбом «Into the half moon». Вскоре в группе появился нынешний вокалист Jesse Hasek, который пел до этого в одной из местных групп. В 2002 году Andy Parks решил уйти из группы, но зато вернулся Lewis «Big Lew» Cosby. С тех пор состав группы остаётся неизменным. В 2004 году группа выпустила альбом «Killing all that holds you». Песни «Wasteland» и «Through the iris» сразу же появились на местном радио. Вслед за этим в 2005 году группу подписала звукозаписывающая компания Republic/Universal, на которой 16 августа появилась пока что главная работа 10 years - The Autumn Effect. Тем же летом группа отправилась в тур с Disturbed и Ill Nino. Осенью последовал тур с Breaking Benjamin и Smile Empty Soul, потом с Mudvayne и Sevendust. 10 years также разогревали KoЯn и Mudvayne во время концертного тура KoЯn «See You On The Other Side».
В середине 2006 года группа ездила с концертами по Австралии вместе с Hatebreed, Disturbed и KoЯn.
Их первый сингл «Wasteland» был более года в различных рок-чартах, достигнув вершины чартов Active Rock, Alternative и Billboard Modern Rock. 10 years была первой с июня 2004 года группой, которой удалось взобраться на вершину чарта с дебютным синглом.
Клип на песню «Wasteland» посвящён социальным проблемам человечества. Он был номинирован на победу на премии MTV Video Music Awards за лучшую режиссуру, но проиграл.
24 марта 2013 года группа выступала в клубе «Космонавт» в центре Санкт-Петербурга.

### The Autumn Effect
Альбом The Autumn Effect — третий и первый успешный релиз группы, благодаря которому группа приобрела всемирную известность, вышел 16 августа 2005 года. Занял #72 строчку в чартах, с 14 тыс. проданных копий. Общие продажи альбома превышают 225 тыс. копий.
В него вошли некоторые композиции с «Killing All That Holds You», к примеру, Wasteland (песня продержалась более года в различных радио-чартах, во многих из них достигала вершину списка) и Through The Iris, которые попали в ротацию многих американских радио-станций. На волне успеха группа продолжила собирать фанатов по всей стране: коллектив совершил турне с Disturbed и Ill Niño, Breaking Benjamin и Smile Empty Soul. Осенью этого же года 10 Years выступили с Mudvayne в поддержку альбома KoЯn — «See You on the Other Side (альбом Korn)». В июле 2006-го группа стала почётным участником Family Values Tour вместе с Deftones, Stone Sour, Flyleaf, Dir en grey.

### Division
4-й альбом 10 Years — «Division» и второй выпущенный на большом лейбле Universal Republic. Релиз «Division» состоялся 13 мая, 2008 года. Запись пластинки длилась с июня 2007-го по январь 2008-го. Альбом дебютировал на позиции #12. Продано более 250 000 копий в США. Первым синглом с альбома стал трек «Beautiful».

### Feeding The Wolves (2010—2012)
«Feeding the Wolves» — является 5-й студийной работой группы, и их третьей на крупном лейбле. Альбом дебютировал под номером #17 в Billboard 200, с 19 тыс. проданных копий.
Продюсером альбома стал номинант на премию Грэмми Говард Бенсон. Группа упомянула, что в альбоме будут наиболее тяжёлые вещи, в чём-то схожие с ранними произведениями. Всю первую половину 2010 года музыканты разрывались между выступлениями и записью в студии. До того, как альбом был закончен, на концертах группы дебютировали новые песни, «Dead in the Water», «Now is the Time», и первый сингл с нового альбома «Shoot It Out». 12 июня 2010 «Shoot It Out» был запущен в ротацию на радио Sirius/XM, а 6 июля трек стал доступен для скачивания через iTunes. Сам альбом был выпущен 31 августа 2010.

### Minus The Machine (2012—2014)
7 августа 2012 года увидел свет 6-й студийный альбом группы. В поддержку альбома 19 июля 2012 года был выпущен сингл «Backlash», который добрался до #18 места в американских чартах.
Сам же альбом занял #25 строчку, с 11 850 проданных экземпляров. Тем не менее, 6-й альбом альбом (и первый для них на собственном лейбле), имеет более низкий дебют, чем в их двух последних, которые дебютировали на #12 и #17 позициях.

### From Birth To Burial (с 2014)
В июле 2014 года в Instagram группы было выложено несколько видео, в которых парни занимались записью новых песен. Вместе с коллективом был и Льюис Косби, который уже два года не играл с группой, в связи с воспитанием детей.
После возобновления турне, на одном с концертов место гитариста занимал Мэтт Вонтленд (он покинул группу ещё в 2009 году), а на басу играл Льюис Косби.
В декабре 2014 года в одном с интервью было указано название альбома — «From Birth To Burial», и период его выхода — весна 2015 года.
23 января 2015 года был представлен первый сингл с нового альбома — «Miscellanea».
Альбом появился на прилавках 21 апреля, занял #39 место в Billboard 200 и разошёлся тиражом в 8000 копий в первую неделю продаж.

## Состав
Текущий состав:
- Джесси Хэйсик — вокал (с 2002 — н.в.);
- Райан «Tater» Джонсон — гитара (с 1999 — н.в.);
- Брайан Водин — ударные (с 1999 — н.в.), гитара (с 2010 — н.в.), бас-гитара (с 2014 — н.в. — только в студии). С 2013 перерыв в концертной деятельности.

Бывшие участники:
- Майк Андердаун (Courage, You Bastards) — вокал (1999—2001, 2012 (live), 2013 (live));
- Мэтт Вонтлэнд (Dead Language) — гитара (1999—2009, 2013 (live), 2014 (live), 2015 (live));
- Льюис «Big Lew» Косби — бас-гитара (1999—2001, 2002—2012, 2013 (live), 2014 (live), 2015 (live));
- Энди Паркс — бас-гитара (2001—2002).

Концертные участники:
- Ryan Collier (ex-Fair to Midland, ex-Opus Däi) — бас-гитара (с 2012 -н.в.);
- Chad Huff (Maylene and the Sons of Disaster) — гитара (с 2011 — н.в);
- Kyle Mayer (ex-Before The Mourning) — ударные (2010, с 2013 — н.в.).

## Дискография

### Студийные альбомы
| # | Название                   | Дата релиза     | Лейбл             | Примечание |
| - | -------------------------- | --------------- | ----------------- | --- |
| 1 | Into the Half Moon         | 2001            | Отсутствует       | 9 песен, включая бонус-трек |
| 2 | Killing All That Holds You | 2004            | Universal Records | 14 песен, включая 4 акустических трека |
| 3 | The Autumn Effect          | 16 августа 2005 | Universal Records | 14 песен, включая «скрытый» трек «Slowly Falling Awake», соединённый с песней «The Autumn Effect». К релизу прилагается два бонус-трека, их нет на диске |
| 4 | Division                   | 13 мая 2008     | Universal Records | 13 песен. К релизу прилагается 2 трека Best Buy Exclusive и 1 трек от iTunes                                                                             |
| 5 | Feeding the wolves         | 31 августа 2010 | Island Def Jam    | 10 композиций |
| 6 | Minus The Machine          | 7 августа 2012  | Palehorse Records | 12 композиций |
| 7 | From Birth To Burial       | 21 апреля 2015  | Palehorse Records | |
| 8 | (How to Live) As Ghosts    | 27 октября 2017 | Mascot Records    | 11 композиций |

### Миньоны
«Acoustic EP» — 2006 год;
«Live & Unplugged at the Tennessee Theater» — 2013 год.

### Синглы
| Год  | Название                      | Достигнутая позиция в чарте | Достигнутая позиция в чарте | Достигнутая позиция в чарте | Альбом            |
| Год  | Название                      | US                          | US Main                     | US Mod                      | Альбом            |
| ---- | ----------------------------- | --------------------------- | --------------------------- | --------------------------- | ----------------- |
| 2005 | «Wasteland»                   | 94                          | 2                           | 1                           | The Autumn Effect |
| 2006 | «Through the Iris (10 Years)» | —                           | 20                          | 35                          | The Autumn Effect |
| 2006 | «Waking Up»                   | —                           | 32                          | —                           | The Autumn Effect |
| 2008 | «Beautiful»                   | —                           | 6                           | 14                          | Division          |
| 2008 | «So Long, Good-bye»           | —                           | 31                          | —                           | Division          |
| 2009 | «Actions & Motives»           | —                           | 36                          | —                           | Division          |